# MTV Video Music Awards 1992
Gli MTV Video Music Awards 1992 sono stati la 9ª edizione dell'omonimo premio. La cerimonia di premiazione si è tenuta presso il Pauley Pavilion di Los Angeles il 9 settembre 1992. 
Lo spettacolo fu presentato da Dana Carvey. A vincere più premi furono i Van Halen e i Red Hot Chili Peppers, con 3 statuette ciascuno, ma furono i Van Halen a vincere il premio come Video dell'anno grazie al video della loro Right Now.

## Esibizioni
- The Black Crowes: "Remedy"
- Bobby Brown: "Humpin' Around"
- U2 & Dana Carvey: "Even Better Than the Real Thing"
- Def Leppard: "Let's Get Rocked"
- Nirvana: "Rape Me" (intro) / "Lithium"
- Elton John: "The One"
- Pearl Jam: "Jeremy"
- Red Hot Chili Peppers: "Under the Bridge" (intro) / "Give It Away"
- Michael Jackson: "Black or White"
- Bryan Adams: "Do I Have to Say the Words?"
- En Vogue: "Free Your Mind"
- Eric Clapton: "Tears in Heaven"
- Guns N' Roses & Elton John: "November Rain"

## Vincitori e candidati
I vincitori sono indicati in grassetto.

### Video dell'anno
- Van Halen — Right Now
- Def Leppard — Let's Get Rocked
- Nirvana — Smells Like Teen Spirit
- Red Hot Chili Peppers — Under the Bridge

### Miglior video di un artista maschile
- Eric Clapton — Tears in Heaven (Performance)
- John Mellencamp — Get a Leg Up
- Tom Petty and the Heartbreakers — Into the Great Wide Open
- Bruce Springsteen — Human Touch
- "Weird Al" Yankovic — Smells Like Nirvana

### Miglior video di un'artista femminile
- Annie Lennox — Why
- Tori Amos — Silent All These Years
- Madonna — Holiday (Truth or Dare version)
- Vanessa L. Williams — Save the Best for Last

### Miglior video di un gruppo
- U2 — Even Better Than the Real Thing
- En Vogue — My Lovin' (You're Never Gonna Get It)
- Red Hot Chili Peppers — Under the Bridge
- Van Halen — Right Now

### Miglior artista esordiente
- Nirvana — Smells Like Teen Spirit
- Tori Amos — Silent All These Years
- Arrested Development — Tennessee
- Cracker — Teen Angst (What the World Needs Now)

### Miglior video Metal/Hard Rock
- Metallica — Enter Sandman
- Def Leppard — Let's Get Rocked
- Ugly Kid Joe — Everything About You
- Van Halen — Right Now

### Miglior video rap
- Arrested Development — Tennessee
- Black Sheep — The Choice Is Yours (Revisited)
- Kris Kross — Jump
- Marky Mark and the Funky Bunch — Good Vibrations
- Sir Mix-a-Lot — Baby Got Back

### Miglior video Dance
- Prince and the New Power Generation — Cream
- En Vogue — My Lovin' (You're Never Gonna Get It)
- Madonna — Holiday (Truth or Dare version)
- Marky Mark and the Funky Bunch — Good Vibrations

### Miglior video Alternative
- Nirvana — Smells Like Teen Spirit
- Pearl Jam — Alive
- Red Hot Chili Peppers — Give It Away
- The Soup Dragons — Divine Thing

### Miglior video tratto da un film
- Queen — Bohemian Rhapsody (da Wayne's World)
- Eric Clapton — Tears in Heaven (da Rush)
- The Commitments — Try a Little Tenderness (da The Commitments)
- Hammer — Addams Groove (da The Addams Family)

### Miglior video svolta
- Red Hot Chili Peppers — Give It Away
- Tori Amos — Silent All These Years
- David Byrne — She's Mad
- Van Halen — Right Now

### Miglior regia
- Van Halen — Right Now (Mark Fenske)
- En Vogue — My Lovin' (You're Never Gonna Get It) (Matthew Rolston)
- Red Hot Chili Peppers — Give It Away (Stéphane Sednaoui)
- Sir Mix-a-Lot — Baby Got Back (Adam Bernstein)

### Migliori coreografia
- En Vogue — My Lovin' (You're Never Gonna Get It) (Frank Gatson, Travis Payne e LaVelle Smith Jnr)
- Hammer — Too Legit to Quit (Hammer)
- Madonna — Holiday (Truth or Dare version) (Vincent Paterson)
- Marky Mark and the Funky Bunch — Good Vibrations (Marky Mark and the Funky Bunch)

### Migliori effetti speciali
- U2 — Even Better Than the Real Thing (Simon Taylor)
- David Byrne — She's Mad (Carlos Arguello e Michele Ferrone)
- Def Leppard — Let's Get Rocked (Ian Pearson)
- Michael Jackson — Black or White (Short Version) (Jamie Dixon)

### Miglior scenografia
- Red Hot Chili Peppers — Give It Away (Nick Goodman e Robertino Mazati)
- Guns N' Roses — November Rain (Nigel Phelps)
- Sir Mix-a-Lot — Baby Got Back (Dan Hubp)
- Rod Stewart — Broken Arrow (José Montaño)

### Miglior montaggio
- Van Halen — Right Now (Mitchell Sinoway)
- En Vogue — My Lovin' (You're Never Gonna Get It) (Robert Duffy)
- Metallica — Enter Sandman (Jay Torres)
- Red Hot Chili Peppers — Give It Away (Veronique Labels e Olivier Gajan)
- U2 — Even Better Than the Real Thing (Jerry Chater)

### Miglior fotografia
- Guns N' Roses — November Rain (Mike Southon e Daniel Pearl)
- Tori Amos — Silent All These Years (George Tiffin)
- Eric Clapton — Tears in Heaven (Performance) (David Johnson)
- En Vogue — My Lovin' (You're Never Gonna Get It) (Paul Lauter)
- Genesis — I Can't Dance (Daniel Pearl)
- Michael Jackson — In the Closet (Rolf Kestermann)
- Madonna — Holiday (Truth or Dare version) (Toby Phillips)
- Marky Mark and the Funky Bunch — Good Vibrations (Dave Phillips)
- Metallica — Enter Sandman (Martin Coppen)
- Red Hot Chili Peppers — Give It Away (Marco Mazzei)
- Vanessa L. Williams — Running Back to You (Ralph Ziman)

### Miglior video scelto dal pubblico
- Red Hot Chili Peppers — Under the Bridge
- Def Leppard — Let's Get Rocked
- Nirvana — Smells Like Teen Spirit
- Van Halen — Right Now

### Premio alla carriera (Michael Jackson Video Vanguard Award)
- Guns N' Roses

## International Viewer's Choice Awards

### MTV Asia
- Christina — Jing Mai Klua
- Artists R.A.P. (Roslan Aziz Productions) — Ikhlas Tapi Jauh
- Chang Yu-sheng — Take Me to the Moon
- The Dawn — Iisang Bangka Tayo
- Lo Ta-yu — Story of the Train
- Marsha — Taak-Hak

### MTV Australia
- Diesel — Man Alive
- Boom Crash Opera — Holy Water
- The Clouds — Hieronymous
- Frente! — Ordinary Angels

### MTV Brasil
- Nenhum de Nós — Ao Meu Redor
- Guilherme Arantes — Taça de Veneno
- Biquini Cavadão — Zé Ninguém
- Capital Inicial — O Passageiro
- Djavan — Se...
- Engenheiros do Hawaii — O Exército de um Homem Só
- Gilberto Gil — Madalena
- Marina — Criança
- Marisa Monte — Diariamente
- Os Paralamas do Sucesso — Trac Trac
- RPM — Gita
- Sepultura — Desperate Cry
- Supla — Só Pensa na Fama
- Titãs — Saia de Mim
- Caetano Veloso — Fora da Ordem

### MTV Europe
- The Cure — Friday I'm in Love
- Genesis — I Can't Dance
- The KLF (feat. Tammy Wynette) — Justified & Ancient
- Annie Lennox — Why
- Shakespears Sister — Stay

### MTV Internacional
- El General — Muévelo
- Caifanes — Nubes
- Gipsy Kings — Baila Me
- Mecano — El 7 de Septiembre
- El Último de la Fila — Cuando el Mar Te Tenga